# Försvarsbeslutet 1972
Försvarsbeslutet 1972 antogs av Sveriges riksdag den 29 maj 1972 och följdes upp av ett antal efterföljande delbeslut. Beslutet innebar att försvaret fick anpassa sig till en mycket lägre ekonomisk nivå, gentemot vad överbefälhavaren tidigare fått i uppdrag att utreda.

## Bakgrund
Inför försvarsbeslutet föreslog dåvarande Marinchefen Bengt Lundvall att fregatterna HMS Hälsingborg (J13) och HMS Kalmar (J14) av Visbyklass samt landskapsjagarna av Östergötlandsklass skulle byggas om till moderna fregatter. Dåvarande Regeringen Palme ogillade förslaget och angav i försvarsbeslutet att "ubåtsjakt skall skötas med andra medel än militära", ett beslut där konsekvenserna visade sig senare i samband med misstänka ubåtskränkningar samt grundstötningen av U 137.
Regeringen ansåg att Flottan inte skulle ha mer resurser till mer än deltagande i invasionsförsvaret och därför inte skulle kunna försvara sjövägarna. Samtidigt stärktes det ekonomiska försvaret genom lagring av råvaror, vilket medförde att Sverige av regeringen ej ansågs behöva några större fartyg för att skydda sjövägarna. För Marinen blev konsekvenserna att deras tyngdpunkt av djupförsvaret försköts mot kusterna och över landsterritoriet, något som även drabbade armén genom att två pansarbrigader avvecklades vilket i praktiken senare blev en, då Blåa brigaden blev en så kallad "svart brigad" och kvarstod efter dess avveckling som 6. pansargruppen och bildade senare stommen i Södermanlandsbrigaden när den återuppsattes 1982.
Beslutet i sig möjliggjorde för Armén och Kustartilleriet att bibehålla sin storlek, men med en enklare utrustning, fast med förmåga att lösa mer defensiva uppgifter. 
Försvarsbeslutets påverkan för Flygvapnet blev att attackflygsystemen nedprioriterades, antalet attackflygsdivisioner blev dock oförändrat, fast med viss omorganisation, fyra medeltunga divisioner blev ersatta av fyra lätta divisioner (SK 60), vilket fick en större effektnedgång på flygvapnet.
Bakom försvarsbeslutet stod endast Socialdemokraterna (SAP) vilka fick stöd i voteringen av Vänsterpartiet kommunisterna (VPK). Mittenpartiernas förslag var att förbättra de rörliga styrkorna samt en mindre ökning av Försvarsmaktens ekonomiska ram. Moderata samlingspartiet (M) förespråkade ytterligare en höjning av försvarsutgifterna samt en priskompensation. 
En stor anledning till att försvaret fick en lägre ekonomisk nivå, var dels beslutet i sig, men även att man tidigare räknat kostnader som lönekostnadspålägg och ersättning för lön- och materialomkostnader utanför den ekonomiska ramen. Till det följde även höjda arbetsgivaravgifter och ändrade principer vid hyressättning. Som ett resultat av försvarsbeslutet 1972 kom en övervintringsstrategi att tillämpas av Försvarsmakten, detta för att kunna bibehålla en stor organisation, men som resulterade i att kvalitén blev sämre vid många förband. Men samtidigt kunde man om läget krävde tillföra modern materiel. Kritiker menar att det var typisk "1970-talets anpassnings-/tillväxtmodell"

## Förändring
Med försvarsbeslutet 1972 beslutades att en större förändring av arméns fredsorganisation skulle genomföras. Där arméns ålades att minska sin personalram i fredsorganisationen för att på sikt kunna upprätthålla en trovärdig krigsorganisation. Omorganisationen av arméns fredsorganisation kom att kallas OLLI. OLLI var en försvarsreform som stod för Omorganisation i Lägre regional och Lokal Instans. Reformens genomfördes i tre etapper åren 1973–1975 och berörde försvarsområdesstaberna och regementena, vilka med hänsyn tagen till uppgifter för ledning av territoriell verksamhet, mobilisering samt utbildning hänfördes till en av de nedan angivna fyra organisationstyperna. Den nya organisationen skulle göras effektivare än den äldre, bland annat genom att dubbla funktioner inom samma ort togs bort, för att istället rationalisera administrationen, stödproduktionen och förrådsdriften. Den personalbesparing som gjordes genom rationaliseringen gjordes främst bland den civilanställda personalen.
- Typ A: Förband som har ansvar för grund- och repetitionsutbildning, ansvar för mobilisering av krigsförband inom försvarsområdet och löser de uppgifter som ankommer på försvarsområdesbefälhavaren samt har en till denna verksamhet anpassad förvaltning. Det vill säga A-förbandet ansvarade för mobiliserings- och materialansvaret inom försvarsområdet, samt hade förvaltningsansvar över förbanden på samma garnisonsort inom försvarsområdet.
- Typ B: Förband som har ansvar för grund- och repetitionsutbildning och har till denna verksamhet anpassad förvaltning. B-förbandet var förlagd på annan garnisonsort inom försvarsområdet och hade därmed egen förvaltning och egen stödproduktion.
- Typ C: Förband som har ansvar för grund- och repetitionsutbildning och som är anslutet till ett annat förband och har med detta gemensam förvaltning. C-förbandet var förlagd på samma garnisonsort som A-förbandet och därmed underställd A-förbandet gällande förvaltning och stödproduktion.
- Typ D: Försvarsområdesstab som löser de uppgifter som ankommer på försvarsområdesbefälhavaren och som icke organisatoriskt samordnas med förband.

I Övre Norrlands militärområde, Västra militärområdet samt Södra militärområdet gjordes vissa avsteg från den principiella organisation, det vill säga där ett regemente tilldelades det samlade mobiliseringsansvaret inom försvarsområdet, samt förvaltningsansvar och ledning av stödproduktion på garnisonsorten.
I Övre Norrlands militärområde gjordes avsteget inom Bodens försvarsområde (Fo 63), där Bodens artilleriregemente blev försvarsområdesmyndighet, men kom att dela mobiliseringsansvaret inom försvarsområdet med Norrbottens regemente (I 19). Även förvaltningsansvaret samt stödproduktionen fördelades mellan de två regementena, där Arméns helikopterskola (HkpS), Bodens ingenjörkår (Ing 3) och Luleå luftvärnskår (Lv 7) hänvisades till Bodens artilleriregemente, medan Norrlands signalbataljon (S 3) hänvisades till Norrbottens regemente.
I Västra militärområdet gjordes avsteget inom Göteborgs och Bohus försvarsområde (Fo 34), där Göteborgs kustartilleriförsvar blev försvarsområdesmyndighet och fick det samlade mobiliseringsansvaret inom försvarsområdet. Men mobiliseringsansvaret omfattade inte fackmässigt mobiliseringsansvaret för de brigader som utbildas vid Bohusläns regemente. Bohusläns regemente kom att organiseras som ett B-förband, men med särskilt mobiliseringsansvar inom Göteborgs och Bohus försvarsområde samt inom norra delen av Älvsborgs försvarsområde (Fo 34).
I Södra militärområdet gjordes avsteget inom Kristianstads försvarsområde (Fo 14), vilket var ett försvarsområde med två brigadproducerande regementen. Norra skånska regementet sammanslogs med försvarsområdesstaben och blev försvarsområdesregemente (A-förband), samt tillfördes ett visst mobiliseringsansvar samt förvaltningsansvar över Wendes artilleriregemente (A 3). Skånska dragonregementet (P 2), som var det andra brigadproducerande regementet inom försvarsområdet, blev ett utbildningsförband (B-förband), men bibehöll sitt eget mobiliseringsansvar men tillfördes samtidigt mobiliserings- och förvaltningsansvar över Skånska trängregementet (T 4).
Som en delvis konsekvens av reformen och omorganisationen föreslog Chefen för armén ändrade benämningar för vissa av de myndigheter som berördes. Livgardesskvadronen (K 1) föreslogs efter integration med staben för Stockholms försvarsområde få namnet Livgardets dragoner. Arméns jägarskola föreslogs efter integration med staben för Kiruna försvarsområde få namnet Lapplands jägarregemente (I 22). Vidare föreslogs att Luleå luftvärnskår (Lv 7) och Bodens ingenjörkår (Ing 3) i fortsättningen skulle benämnas regementen.

## Grundorganisationen

### Avvecklade organisationsenheter
Förändringar i organisationsförändringar perioden 1970–1984, beslutade åren 1970, 1971, 1972, 1973 och 1974.
| Beteckning | Namn                       | Garnisonsort        | Genom proposition | Kommentar                            |
| ---------- | -------------------------- | ------------------- | ----------------- | ------------------------------------ |
| F 2        | Roslagens flygkår          | Stockholms garnison | Prop. 1970:96     | Upplöstes 1974                       |
| F 8        | Svea flygkår               | Stockholms garnison | Prop. 1970:96     | Upplöstes 1974                       |
| F 14       | Hallands flygkår           | Halmstads garnison  | Prop. 1970:96     | Upplöstes 1972                       |
| F 18       | Södertörns flygflottilj    | Tullinge            | Prop. 1970:96     | Upplöstes 1974                       |
| F 3        | Östgöta flygflottilj       | Malmens flygplats   | Prop. 1971:110    | Upplöstes 1974                       |
| P 1        | Göta livgarde              | Enköping garnison   | Prop. 1973:135    | Upplöstes 1980                       |
| Fo 46      | Vaxholms försvarsområde    | Vaxholm             | Prop. 1974:135    | Upplöstes 1975                       |
| Fo 65      | Jokkmokks försvarsområde   | Boden               | Prop. 1974:135    | Upplöstes 1975                       |
| Ing 3      | Bodens ingenjörkår         | Boden               | Prop. 1974:135    | Namnbyte 1975                        |
| Lv 7       | Luleå luftvärnskår         | Luleå               | Prop. 1974:135    | Namnbyte 1975                        |
| P 5        | Norrbottens pansarbataljon | Boden               | Prop. 1974:135    | Uppgick 1975 i Norrbottens regemente |
| JS         | Arméns jägarskola          | Kiruna              | Prop. 1974:135    | Upplöstes 1975                       |
| K 1        | Livgardesskvadronen        | Stockholms garnison | Prop. 1974:135    | Namnbyte 1975                        |

### Bildade organisationsenheter
| Beteckning | Namn                                         | Garnisonsort        | Genom proposition | Kommentar     |
| ---------- | -------------------------------------------- | ------------------- | ----------------- | ------------- |
| F 14       | Flygvapnets Halmstadsskolor                  | Halmstads garnison  | Prop. 1970:96     | Bildades 1972 |
| F 18       | Flygvapnets Södertörnsskolor                 | Tullinge            | Prop. 1970:96     | Bildades 1974 |
| F 13M      | Bråvalla flygflottiljs detachement på Malmen | Malmens flygplats   | Prop. 1971:110    | Bildades 1974 |
| Ing 3      | Bodens ingenjörregemente                     | Boden               | Prop. 1974:135    | Namnbyte 1975 |
| Lv 7       | Luleå luftvärnsregemente                     | Luleå               | Prop. 1974:135    | Namnbyte 1975 |
| T 2        | Göta trängregemente                          | Skövde garnison     |                   | Namnbyte 1975 |
| I 22       | Lapplands jägarregemente                     | Kiruna              | Prop. 1974:135    | Namnbyte 1975 |
| K 1        | Livgardets dragoner                          | Stockholms garnison | Prop. 1974:135    | Namnbyte 1975 |

### Omlokaliserade organisationsenheter
| Beteckning | Namn                                       | Garnisonsort        | Genom proposition | Kommentar                                                                                          |
| ---------- | ------------------------------------------ | ------------------- | ----------------- | -------------------------------------------------------------------------------------------------- |
| S 1        | Upplands regemente (signal)                | Uppsala garnison    | Prop. 1973:135    | Omlokaliseras 1982 till Enköpings garnison                                                         |
| Fo 47      | Uppsala försvarsområde                     | Uppsala garnison    | Prop. 1973:135    | Omlokaliseras 1982 till Enköpings garnison                                                         |
| K 4        | Norrlands dragonregemente                  | Umeå garnison       | Prop. 1973:135    | Omlokaliseras 1980 till Arvidsjaur                                                                 |
| T 2        | Göta trängkår                              | Skövde garnison     | Prop. 1974:135    | Omlokaliseras 1984 inom Skövde garnison                                                            |
| AKS        | Arméns kompaniofficersskola                | Uppsala garnison    | Prop. 1973:135    | Föreslogs omlokaliseras till Skövde garnison, skolan kvarstod dock i Uppsala och upplöstes 1983.   |
| LvSS       | Luftvärnsskjutskolan                       | Stockholms garnison | Prop. 1973:135    | Omlokaliseras till Norrtälje garnison                                                              |
| PKAS       | Pansartruppernas kadett- och aspirantskola | Enköpings garnison  | Prop. 1973:135    | Föreslogs omlokaliseras till Ystads garnison, ändrades senare till Skövde, ditt den förlades 1980. |
| TrängKAS   | Trängtruppernas kadett- och aspirantskola  | Linköpings garnison | Prop. 1974:135    | Omlokaliseras 1984 till Skövde garnison                                                            |

## Krigsorganisationen
| Beteckning | Namn                  | Garnisonsort       | Genom proposition | Kommentar                                                           |
| ---------- | --------------------- | ------------------ | ----------------- | ------------------------------------------------------------------- |
| PB 6       | Blåa brigaden         | Enköpings garnison | Prop. 1973:135    | Upplöstes 1979 till 6. pansargruppen                                |
| PB 10      | Södermanlandsbrigaden | Strängnäs garnison | Prop. 1973:135    | Upplöstes 1974                                                      |
| IB 51      | Ångermanlandsbrigaden | Sollefteå garnison |                   | Omorganiseras 1972 till norrlandsbrigad                             |
| NB 20      | Västerbottensbrigaden | Umeå garnison      |                   | Upplöstes 1973 till tre självständiga Norrlandsskyttebataljon typ F |

Nedan ses en tabell över förändringen av Försvarsmaktens storlek från försvarsbeslutet 1972 fram till försvarsbeslutet 1982. 
| Armén                                                                           | 1973   | 1979    | 1985    |
| ------------------------------------------------------------------------------- | ------ | ------- | ------- |
| Fristående bataljoner                                                           | 50     | 50      | 100     |
| Infanteri- och norrlandsbrigader                                                | 24     | 24      | 23      |
| Pansarbrigader                                                                  | 6      | 5       | 4       |
| Mekaniserad brigad                                                              | 0      | 0       | 1       |
| Lokalförsvarsbataljoner                                                         | 100    | 100     | 90      |
| Hemvärnet (antal soldater)                                                      | 92.000 | 101.000 | 100.000 |
| Notering: 1985 bestod Infanteribrigaderna av 11x IB 77, 8x IB 66 och 4x NB 85   |        |         |         |
| Marinen                                                                         | 1973   | 1979    | 1985    |
| Jagare                                                                          | 8      | 6       | 0       |
| Fregatter                                                                       | 5      | 2       | 0       |
| Torpedbåtar/Robotbåtar                                                          | 17/0   | 21/0    | 6/12    |
| Motortorpedbåtar                                                                | 16     | 8       | 0       |
| Patrullbåtar                                                                    | 0      | 5       | 16      |
| Ubåtar                                                                          | 22     | 17      | 12      |
| Minfartyg                                                                       | 2      | 3       | 3       |
| Kustartilleriförband (Brigader, bataljoner, batterier, kustjägarkompanier)      | 65     | 60      | 60      |
|                                                                                 |        |         |         |
| Flygvapnet                                                                      | 1973   | 1979    | 1985    |
| Jaktdivisioner/flygplan                                                         | 20/300 | 15/250  | 12/200  |
| Attackdivisioner/flygplan                                                       | 12/150 | 9,5/150 | 9,5/150 |
| Spaningsdivisioner/flygplan                                                     | 5/100  | 8/80    | 6/50    |
| Notering: 1979 och 1985 bestod attackdivisionerna av 5,5 medeltunga och 4 lätta |        |         |         |